# Volleyball World Beach Pro Tour Challenge
Los Challenge son una serie de torneos oficiales de vóley playa masculino y femenino que forman parte del calendario anual del VW Beach Pro Tour. Los torneos de esta serie constituyen la segunda categoría, por detrás de los Elite 16 y por delante de los Futures. La pareja ganadora de cada uno de estos torneos adquiere 800 puntos para su cuenta en el ranking de la FIVB.

## Historia
La serie tuvo su origen después de que la FIVB, mediante Volleyball World, tomara el control en la organización de los torneos del tour en 2022, reuniendo a los torneos más prestigiosos del World Volley Tour, que se había realizado entre 1989 y 2021.
Los eventos fueron originalmente conocidos como una única categoría llamada "Open", pero fueron evolucionando conforme se fue asentando el Circuito Mundial de Vóley Playa. En 1997, la serie 'Open' ya correspondía a los campeonatos de segunda categoría que organizaba la Federación Internacional de Voleibol (FIVB). No fue hasta el año 2017 cuando iba a modificarse totalmente para llamarse 'Four Stars' o 'Cuatro Estrellas'. Unos pasos previos hasta que en 2022 se denominaron Volleyball World Beach Pro Tour Challenge o simplemente BPT Challenge.

## Distribución de puntos
Los siguientes puntos se otorgan a un jugador que logra alcanzar una determinada etapa en un torneo Challenge (cuadro de 32 parejas):
- Ganador: 800 puntos
- Subcampeón: 760 puntos
- Tercer clasificado: 720 puntos
- Cuarto clasificado: 680 puntos
- Cuartos de final: 600 puntos
- Ronda 16: 460 puntos
- Ronda 18: 340 puntos
- Fase de grupos: 220 puntos
- 2ª Fase Previa: 180 puntos
- 1ª Fase Previa: 100 puntos